# FSC Star

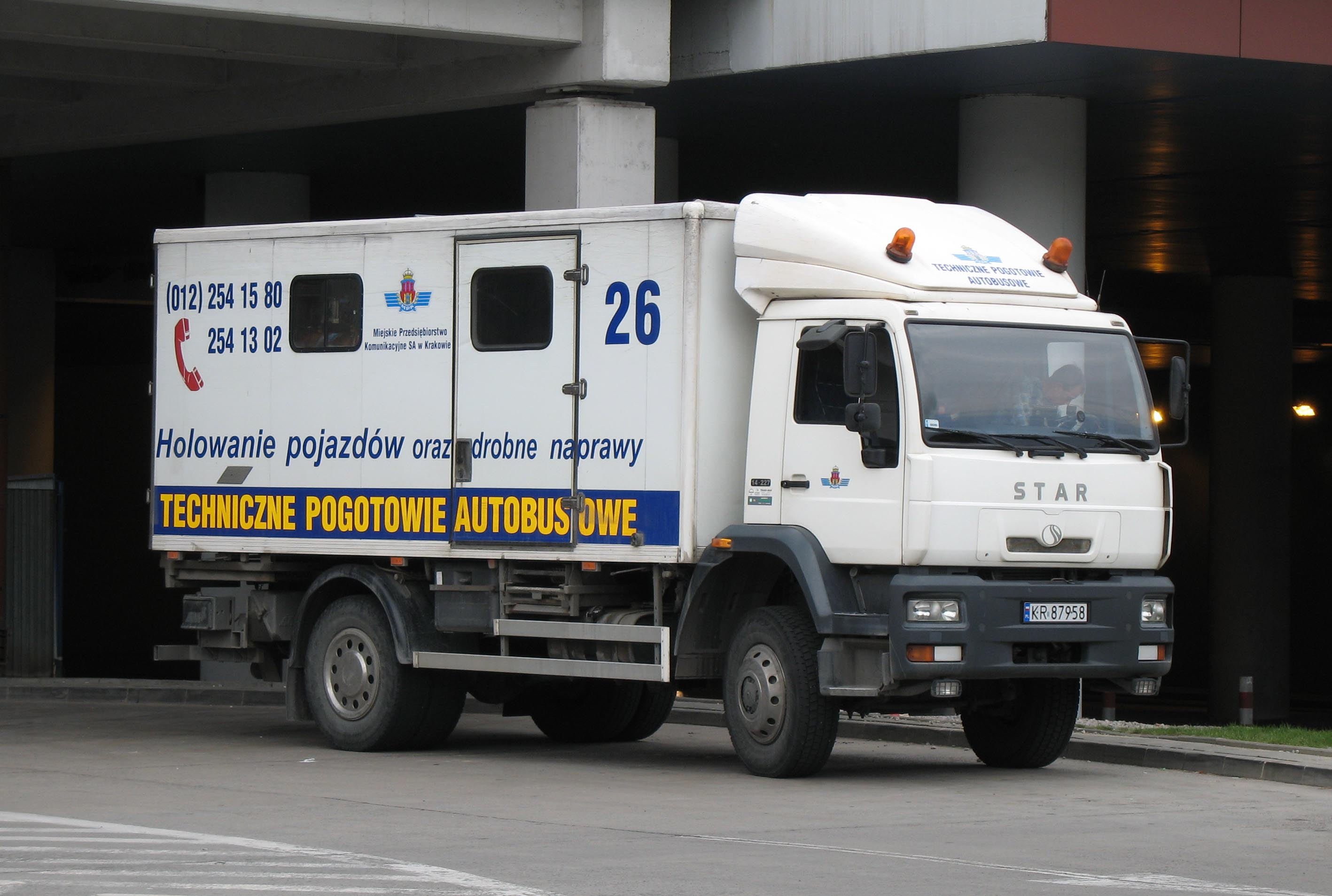
Star S2000

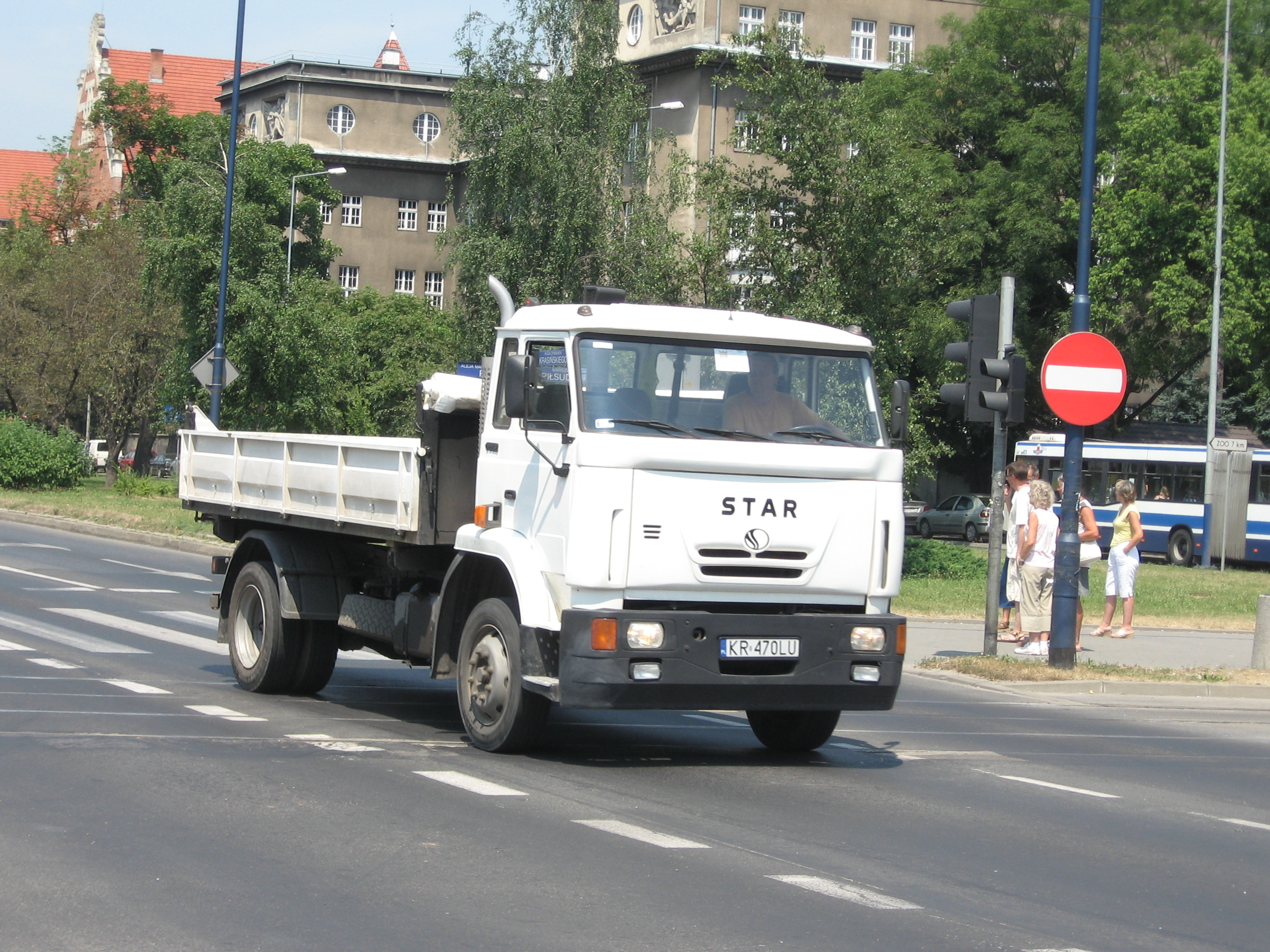
Star 1142

A Fabryka Samochodów Ciężarowych "Star" egy lengyel teherautó gyártó volt. A márkanév Starachowice városnévből származik, ahol a vállalatot alapították, s ahol az utódja jelenleg is található. Az első járművük az 1948-ban piacra dobott Star 20 volt, míg a legnépszerűbb a Star 266. Ez utóbbit számos országban értékesítették, és nemcsak az egykori keleti blokkban. Hosszú évekig az FSC Star állami cég volt. Az utódvállalata jelenleg a MAN AG tulajdona, aki a Star nevet 2009 januárjában kivezette a piacról. Jelenleg Starachowicében a szintén MAN-leányvállalat Neoplan buszvázait gyártják.

## Tehergépjárművek
Az FSC "Star" az alábbi modelleket gyártotta:
- Star N50 (prototípus)
- Star N51 (prototípus)
- Star N52 - (1952–1957)
- Star 20 - (1948–1957)
- Star 21 - (1957–1960)
- Star 25 - (1960–1971)
- Star 27 - (1962–1971)
- Star 28 - (1968–1989)
- Star 29 - (1968–1983)
- Star 66 - (1958–1965)
- Star 200 - (1975–1994)
- Star 244 - (1975–2000)
- Star 266 - (1973–2000)
- Star 266M - (2001–2006)
- Star 660 - (1965–1983)
- Star 742 - (1990–2000)
- Star 744 - (1992–2000)
- Star 944 - (2000–2006)
- Star 1144 (prototípus)
- Star 1266 (prototípus)
- Star 1344 (prototípus)
- Star 1366 (prototípus)
- Star 1142 - (1986–2000)
- Star 1466 - (2001–2006)
- Star 8.125 - (1998–2000)
- Star 12.155 - (1998–2000)
- Star S2000 teherautó család - (2000–2004)

## Galéria

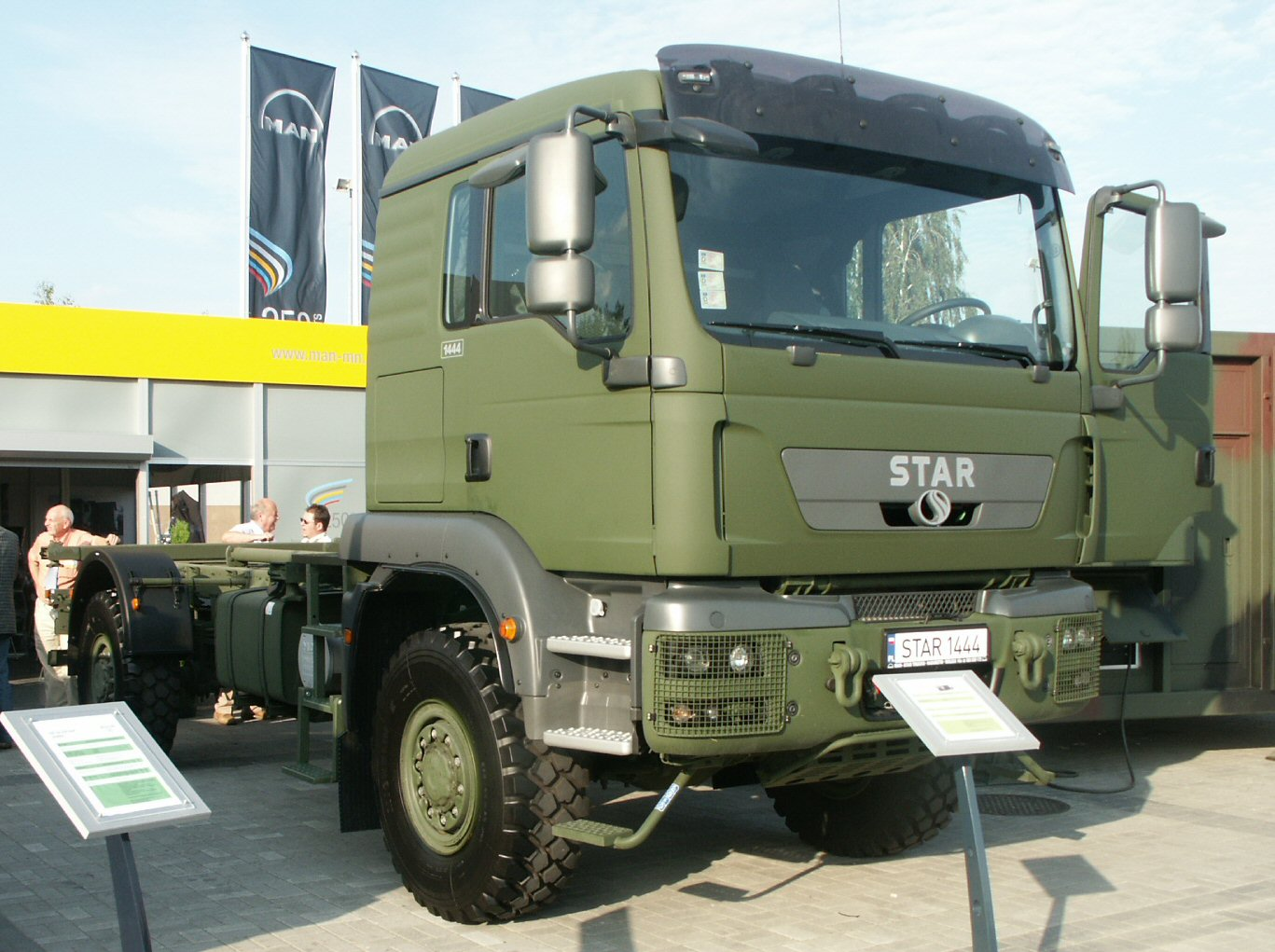
Star 1444
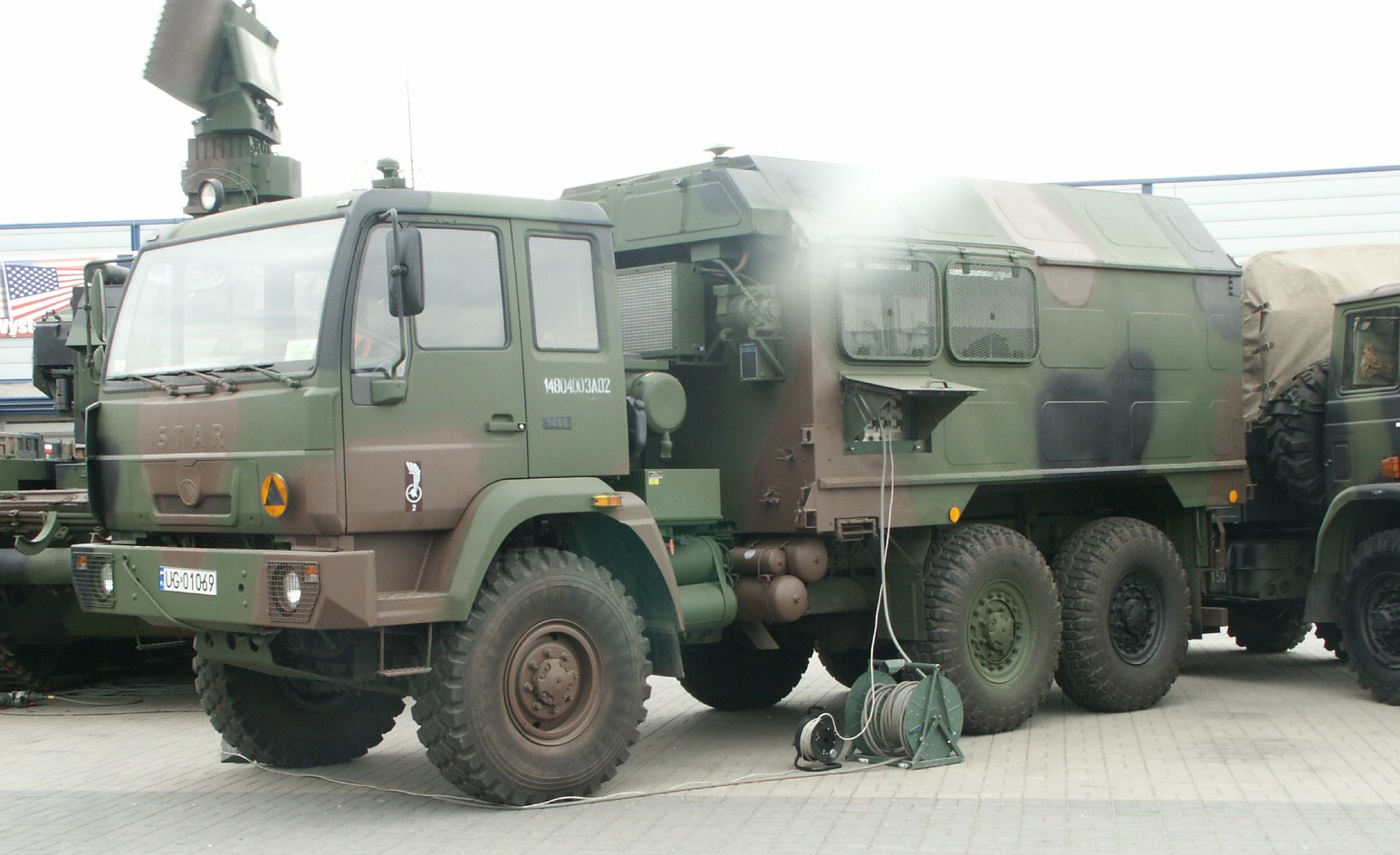
Star 1166
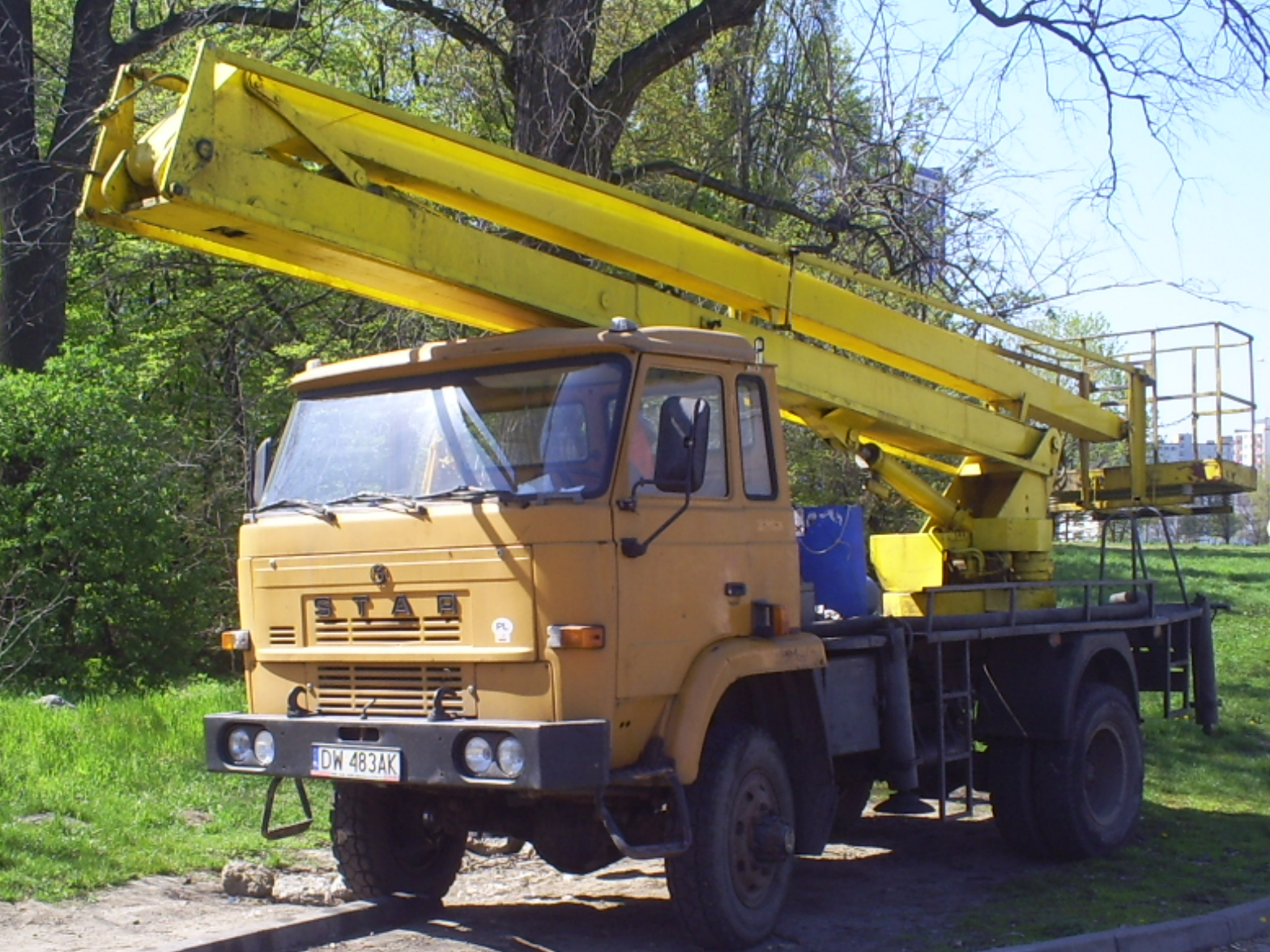
Star 244 (4X4)
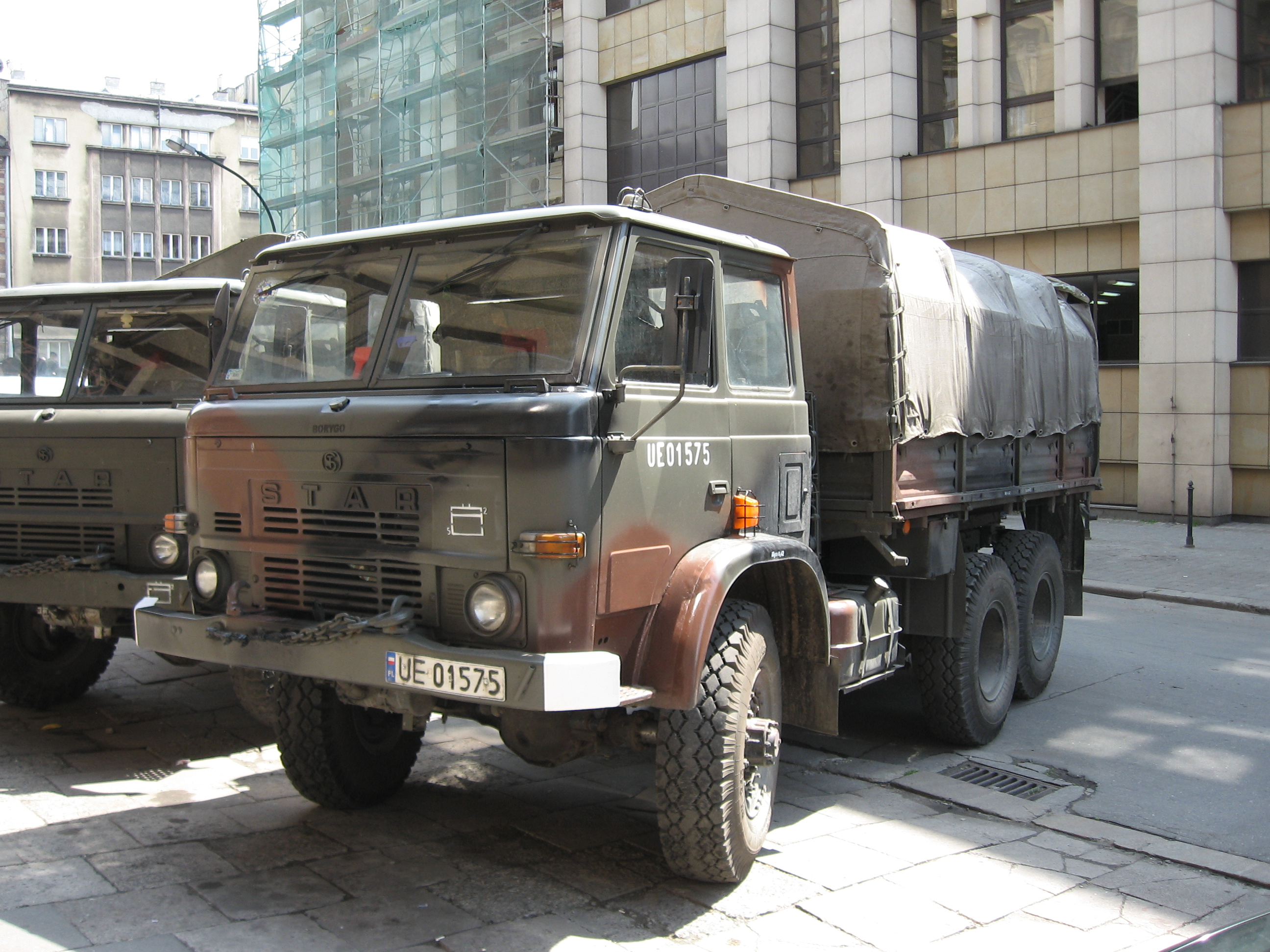
Star 266 (6X6)
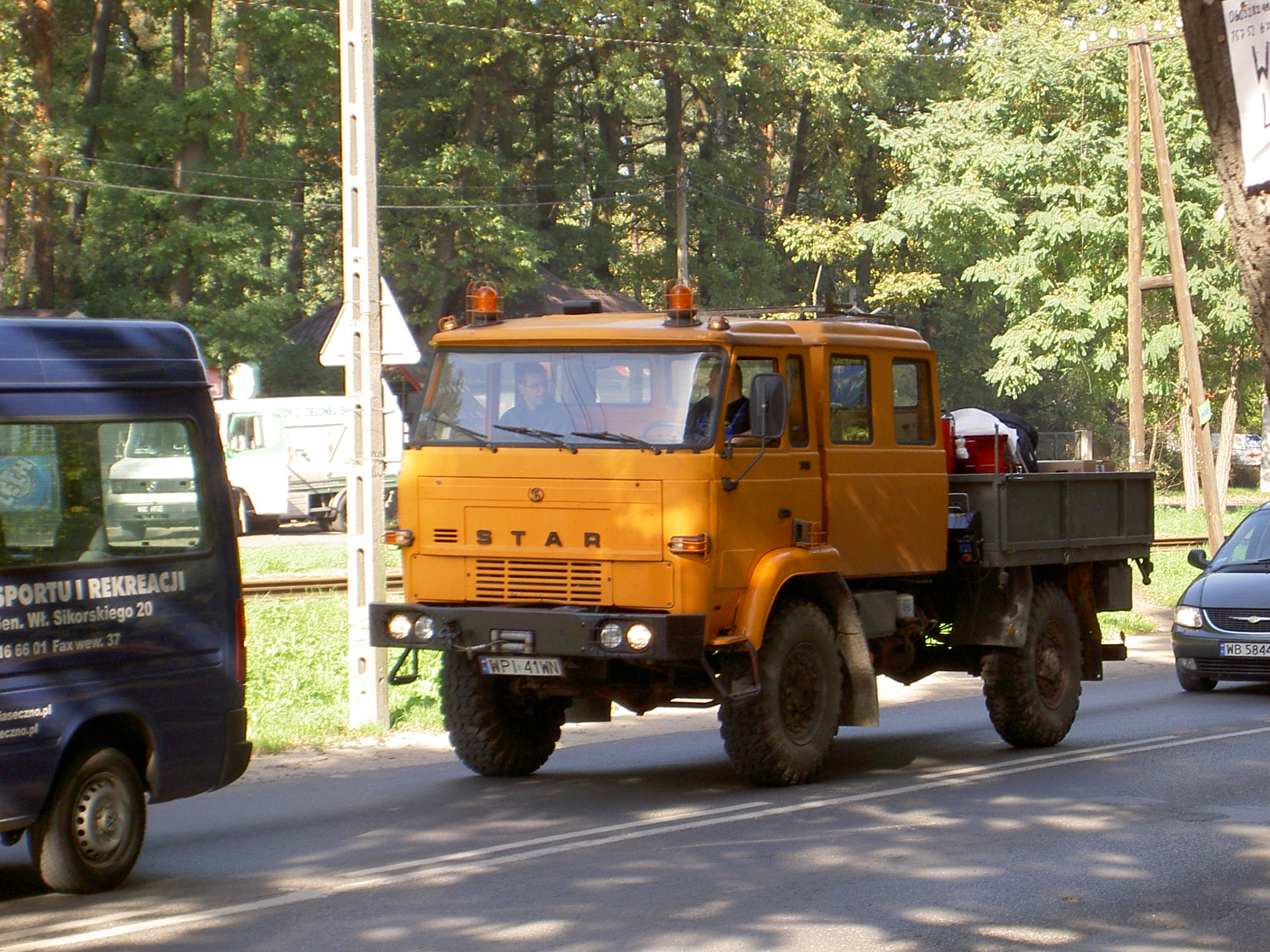
Star 744
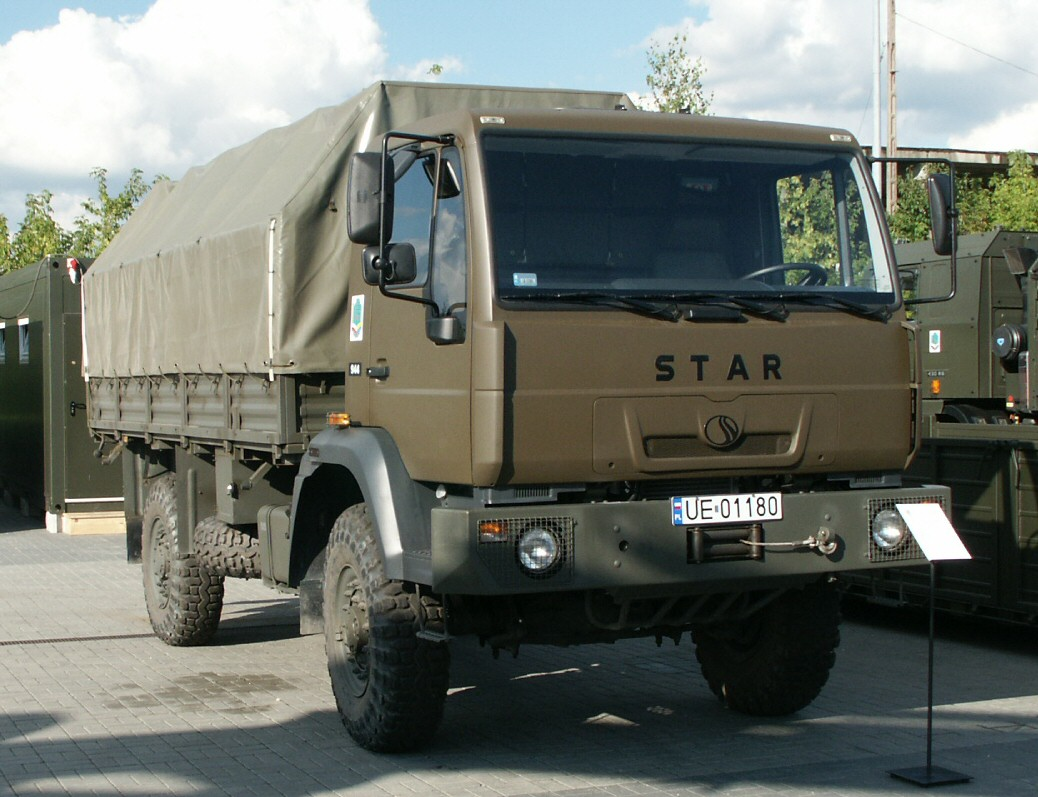
Star 944
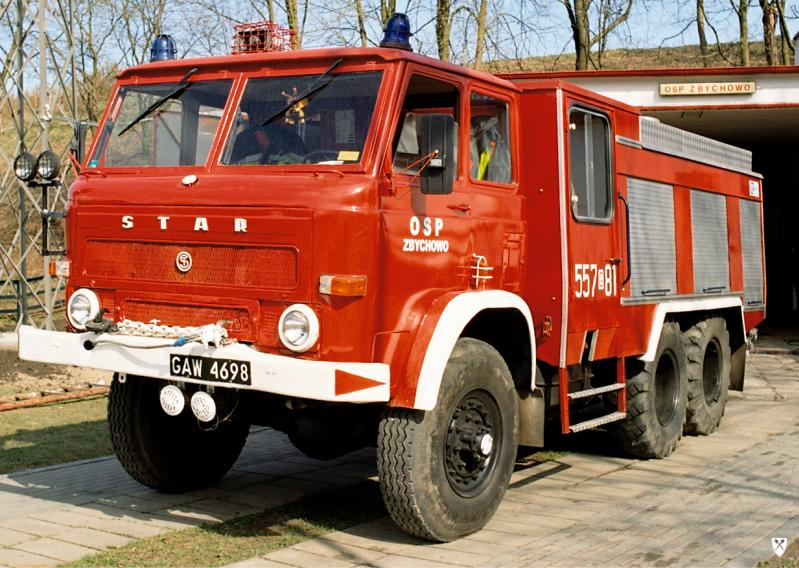
Star 266 tűzoltóautó
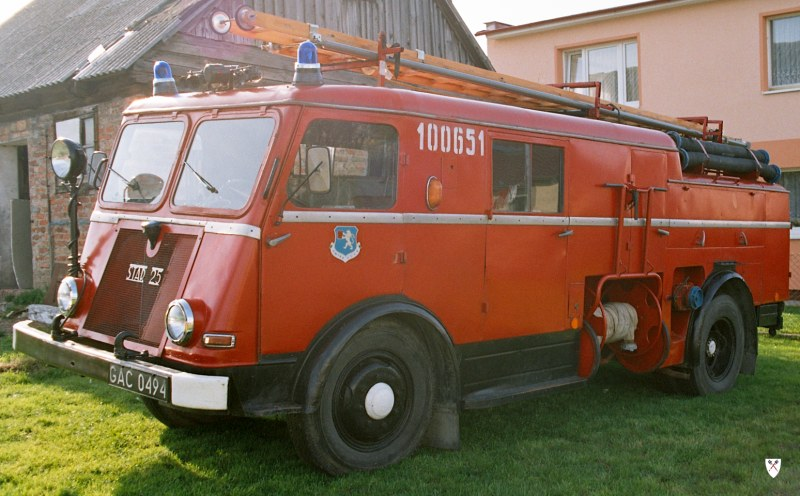
Star 25 tűzoltóautó (1971)
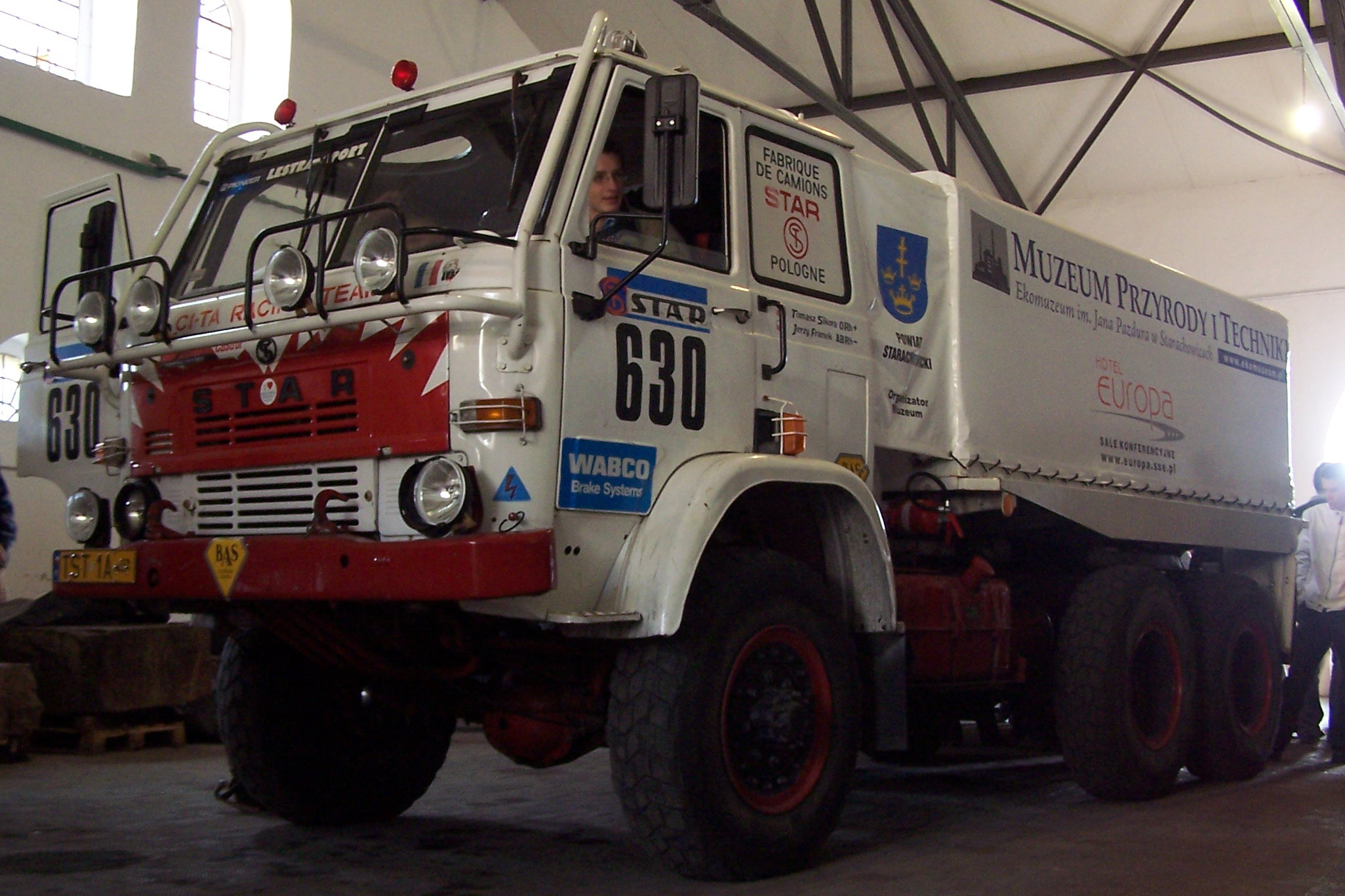
Star 266 a Párizs-Dakaron
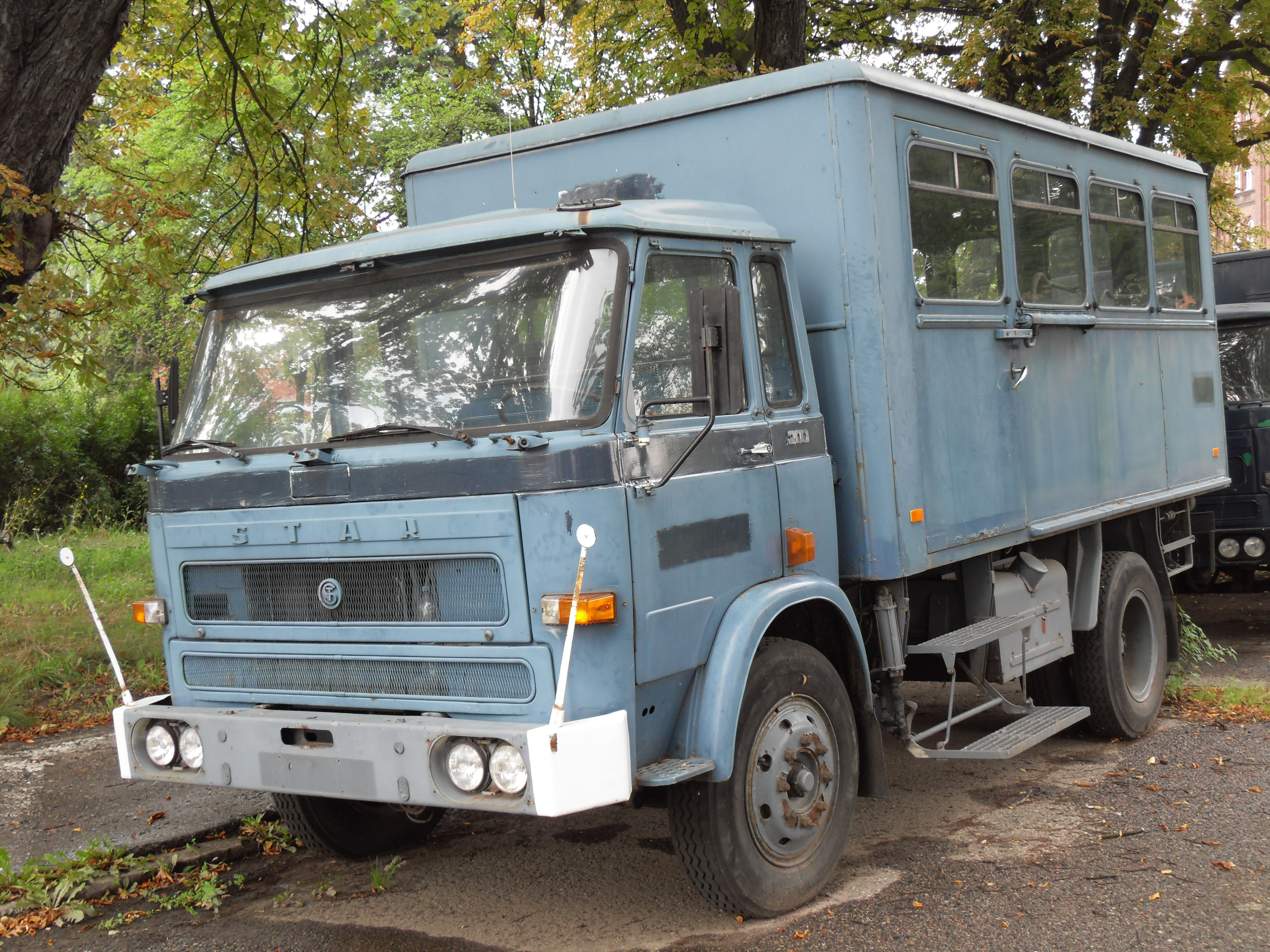
Star 200 teherautóból kialakított busz Lengyelországban
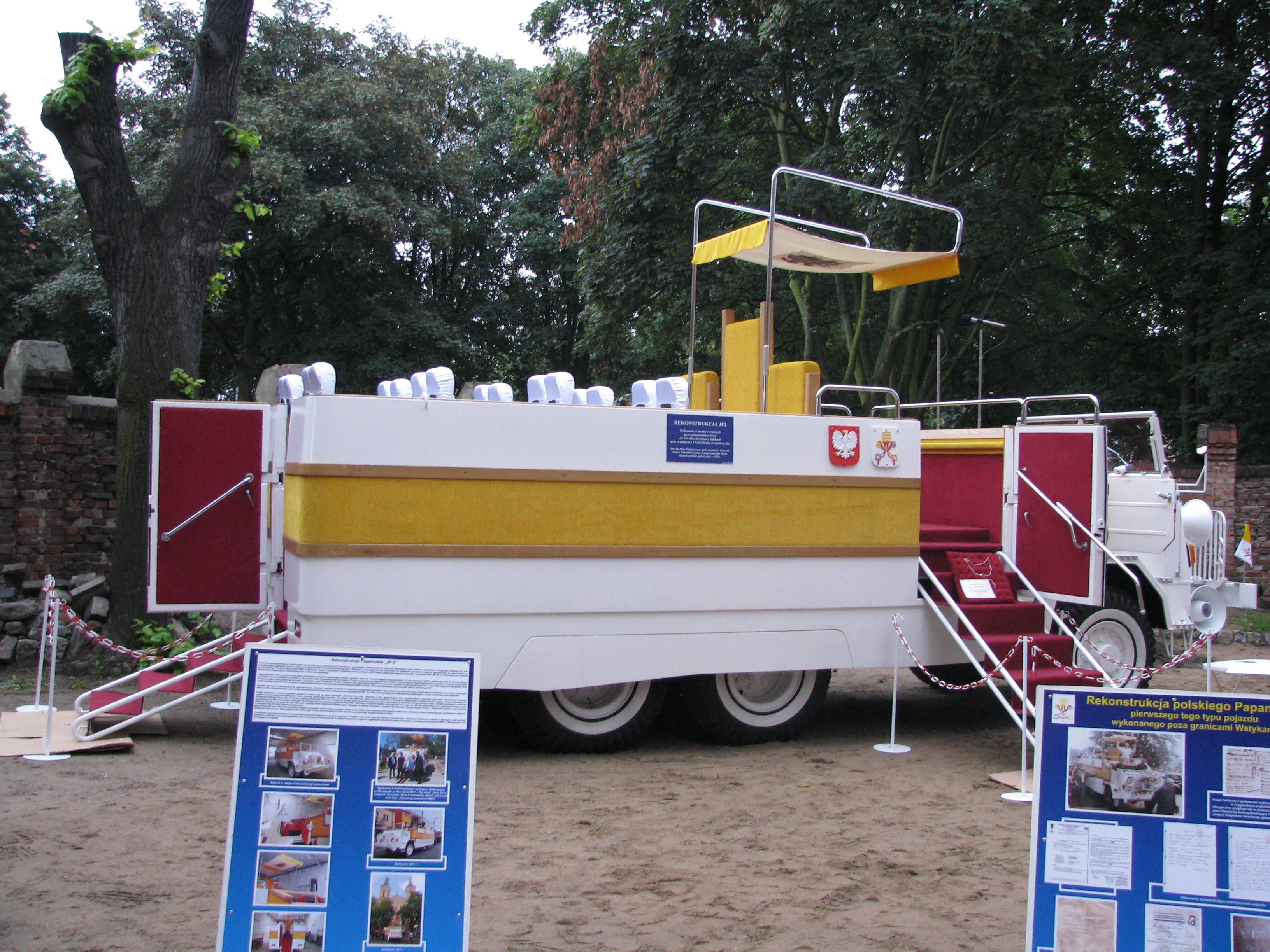
Star 660 típusból épített pápamobil

## Külső hivatkozások
- MAN Bus Sp.z o.o.
- Star teherautókról szóló cikkek a Polskie-auta.pl honlapon